# Vouauxiella verrucosa
Vouauxiella verrucosa är en lavart som först beskrevs av Vouaux, och fick sitt nu gällande namn av Petr. & Syd. 1927. Vouauxiella verrucosa ingår i släktet Vouauxiella, divisionen sporsäcksvampar och riket svampar.  Arten är reproducerande i Sverige. Inga underarter finns listade i Catalogue of Life.